# جعفر بن علی
جعفر بن علی (۲۲۶ – ۲۷۱ هجری قمری) پسر علی النقی امام دهم شیعیان و برادر حسن عسکری (امام یازدهم شیعیان دوازده‌امامی) است. در زمان حیات حسن عسکری کشمکش‌های زیادی بر سر امامت شیعیان بین جعفر و حسن عسکری و طرفداران دو برادر به‌وجود آمد.

## لقب جعفر کذاب
به گفته حسین مدرسی، هر چند مشکل است که پذیرفت که شیعیان کسی که چنین آشکارا بی‌دین باشد را به عنوان امام پذیرفته بودند.

## پس از حسن عسکری
بعد از حسن عسکری (امام یازدهم) جعفر خواستار دریافت سهم الارث از اموال او شد؛ امری که بر طبق فقه شیعه و با توجه به آن که مادر حسن عسکری در قید حیات بود ممکن نبود. این مسئله نهایتاً پس از هفت سال کشمکش میان جعفر از یک سو و مادرش از سویی دیگر، با دخالت خلیفهٔ وقت (معتمد) با تقسیم میراث میان مادر و خواهر و برادر ایشان خاتمه یافت.
او پس از درگذشت برادرش، گفت برادرش هیچگاه فرزندی نداشته‌است که مؤلف کتاب طهر مطهر این امر را نیز رد کرده و سادات نقوی را از نسل جعفر می‌داند که شماری از سادات پاکستان نیز نقوی هستند در عراق و کوفه بسیاری یا شاید حتی اکثریت شیعیان، امامت جعفر را پذیرفتند؛ که این مطلب را بدون سند تاریخی می‌دانند با توجه به تاییده علمای که برای جعفر در بالا مطرح شد بزرگان و متکلمانی از شیعه مانند علی بن حسین بن فضال، برجسته‌ترین روحانی شیعه در کوفه، از این جمله بودند. اما جعفر نیز مدت زیادی عمر نکرد و چند سالی پس از کشته شدن حسن عسکری درگذشت.
او بعدها در میان شیعیان دوازده امامی به جعفر کذاب معروف شد که این لقب تا حالا باقی مانده‌است.